# Joshua Colley
Joshua Robert Colley (20 de enero de 2002) es un actor y cantante estadounidense.

## Primeros años de vida
Joshua Robert Colley nació el 20 de enero de 2002, hijo de Brad y Robbie Lynn Colley. Colley se crio en Trinity, Florida. Tiene un hermano gemelo llamado Cameron.
Colley interpretó el papel de Les en el musical Newsies entre el 11 de marzo de 2013 y el 2 de febrero de 2014. En enero de 2014, se anunció que Colley interpretaría el papel de Gavroche en la reposición de Broadway de Los Miserables, alternándose en ese papel con Gaten Matarazzo.  Colley comenzó con el programa cuando comenzó las vistas previas el 1 de marzo de 2014 y actuó hasta el 1 de marzo de 2015.  El Huffington Post calificó la actuación de Colley como "'fundamentada y creíble, ¡y todo menos una toma descartada de Oliver!."
En 2014, Colley fue elegido como la voz de Pig Robinson en el programa de televisión animado Peter Rabbit de Nick Jr.. Prestó su voz para el papel de 2014 a 2015. 
Colley interpretó el papel principal en Eres un buen hombre, Charlie Brown en The York Theatre Company del 24 de mayo de 2016 al 26 de junio de 2016. El álbum del elenco fue lanzado el 18 de noviembre de 2016 por Broadway Records.
Se tomó una semana libre para actuar en La Sirenita en el Hollywood Bowl. Colley interpretó el papel de Flounder, junto a Sara Bareilles, Tituss Burgess, John Stamos y Rebel Wilson en la primera semana de junio de 2016.
En 2021, se unió al elenco de Sex Appeal de Hulu, así como a la película de comedia estadounidense Senior Year. 
En la tercera y última temporada de la serie sobre la mayoría de edad Love, Victor Colley interpretó a Liam, el mordaz compañero de clase de Victor. 
En 2024, apareció como Monty, un cuervo convertido en un adolescente, en la primera temporada de la serie de Netflix Dead Boy Detectives.
Interpretará una versión adolescente del Capitán Garfio en la próxima película de Disney+, Descendientes: El ascenso de Red. 

## Filmografía
| Año  | Título                       | Role               | Notas                                                 |
| ---- | ---------------------------- | ------------------ | ----------------------------------------------------- |
| 2022 | Sex Appeal                   | Tristán            |                                                       |
| 2022 | Senior Year                  | Yaz                |                                                       |
| 2022 | Love, Victor                 | Liam               | Serie de televisión, 2 episodios.                     |
| 2024 | Dead Boy Detectives          | Monty              | Serie de televisión, papel recurrente                 |
| 2024 | Descendants: The Rise of Red | Garfio adolescente | Película de Plataforma de Streaming, Papel de villano |

## Créditos de teatro
| Año     | Título                             | Role           | Evento                   | Notas             |
| ------- | ---------------------------------- | -------------- | ------------------------ | ----------------- |
| 2012-13 | Los Miserables                     | Gavroche       | Gira nacional de EE. UU. | 25 aniversario    |
| 2013-14 | Newsies                            | les            | Teatro holandés          | Broadway          |
| 2014-15 | Los Miserables                     | Gavroche       | Teatro Imperial          | Broadway          |
| 2015    | Elf The Musical                    | Michael Hobbs  | Gira nacional de EE. UU. |                   |
| 2016    | A Bronx Tale                       | Joven Calogero | Paper Mill Playhouse     | Estreno mundial   |
| 2016    | Eres un buen hombre, Charlie Brown | Charlie Brown  | Teatro York              | Fuera de Broadway |
| 2016    | La Sirenita                        | Flounder       | Hollywood Bowl           | Concierto         |